# The Dakota

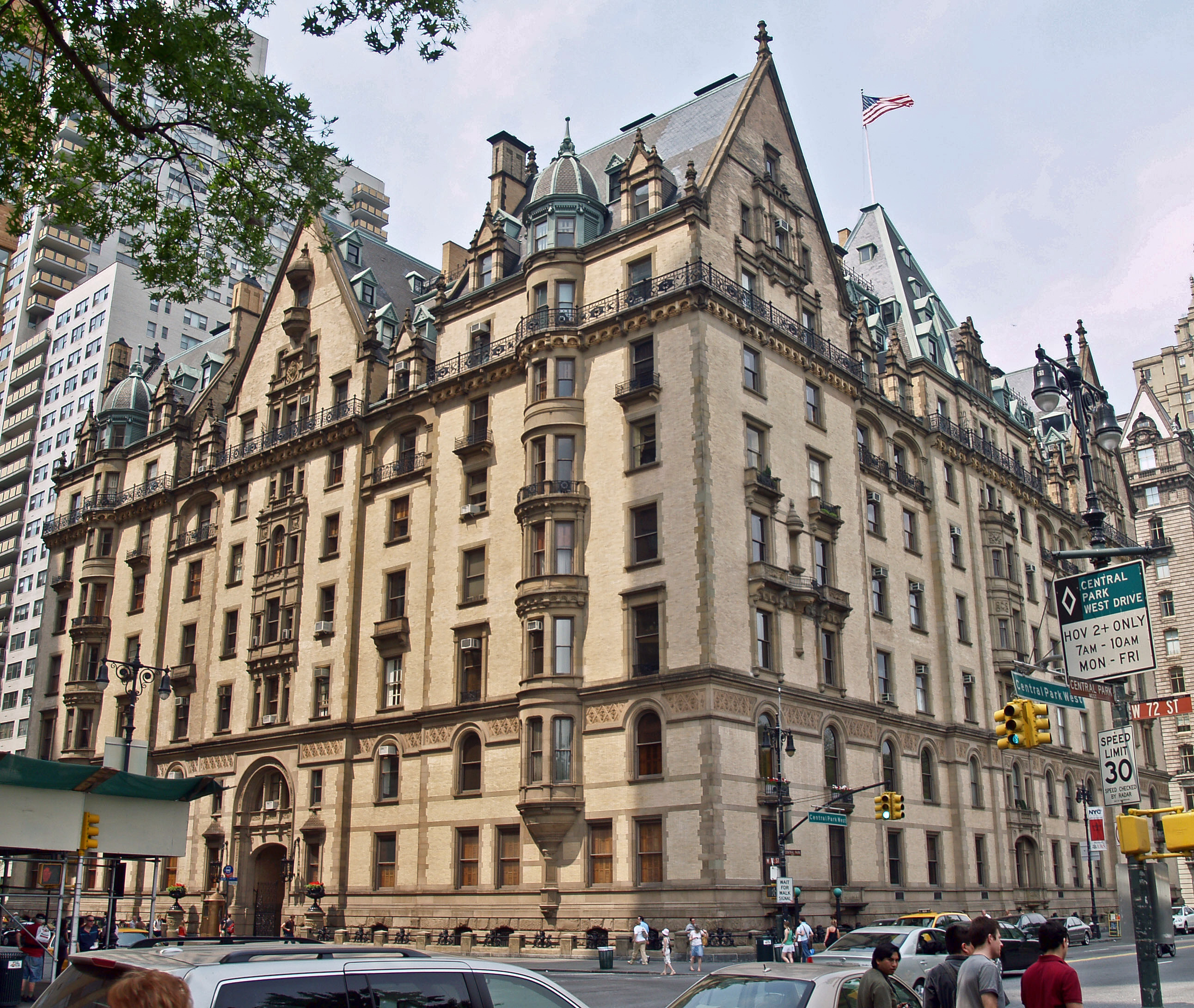
The Dakota, 2007.

The Dakota är ett exklusivt bostadshus på 1 West 72nd Street, nära Central Parks sydvästra hörn på Manhattan i New York.
Bland andra John Lennon, Yoko Ono och Sean Lennon, Judy Garland, Leonard Bernstein, Rudolf Nurejev, Judy Holliday, Boris Karloff, Roberta Flack, Rosemary Clooney, Lillian Gish, William Inge, Jack Palance, Jason Robards, Robert Ryan, Harlan Coben, Bono, Lauren Bacall samt Paul Simon har bott här. John Lennon mördades utanför byggnaden 8 december 1980.
Utomhusscenerna i Roman Polanskis film Rosemarys baby är filmade vid byggnaden.